# Argyroploce turfosana
Argyroploce turfosana är en fjärilsart som beskrevs av Gottlieb August Wilhelm Herrich-Schäffer 1851. Argyroploce turfosana ingår i släktet Argyroploce och familjen vecklare. Inga underarter finns listade i Catalogue of Life.